# Isola di Sibirjakov (Mar del Giappone)
L'isola di Sibirjakov (in russo Остров Сибирякова?) è un'isola russa che si trova nel golfo di Pietro il Grande, nel mar del Giappone, nell'Estremo Oriente russo. È situata all'ingresso del golfo Baklan (бухта Баклан), 50 km a sud-ovest di Vladivostok e a sud dell'isola di Antipenko. Appartiene amministrativamente al Chasanskij rajon, del Territorio del Litorale. L'isola non ha popolazione residente, tuttavia, nel periodo estivo-autunnale, è visitata da turisti e villeggianti.

## Geografia
L'isola ha una lunghezza di 1,8 km, per una larghezza massima di 1,2 m; ha uno sviluppo costiero di 5,8 km. Raggiunge l'altezza di 105,2 m s.l.m. L'isola è per la maggior parte ricoperta da boschi di latifoglie. Le coste sono ripide e rocciose. Sulla costa sud-orientale dell'isola si apre un'insenatura delimitata ad est da un promontorio roccioso alla cui estremità si trovano dei faraglioni.

## Storia
L'isola è stata esaminata e mappata dalla spedizione di Vasilij Matveevič Babkin nel 1863, a bordo della corvetta Kalevala, che le diede il nome del medico di bordo Ksenofont Aleksandrovič Sibirjakov. Le coordinate esatte dell'isola sono state determinate nel 1882 dal tenente Lanevskij-Volk.